# Merzalbe
Die Merzalbe, auch Merzalb, am Oberlauf auch Mühlgraben genannt, ist ein gut 12 km langer Bach im rheinland-pfälzischen Landkreis Südwestpfalz und ein rechter Nebenfluss der Rodalb.

## Name
Der Name „Merzalbe“ bedeutet „Bach des Mericho“ und wird auf einen fränkischen Siedler zurückgeführt, der sich bereits lange vor der 1237 erfolgten ersten urkundlichen Erwähnung des gleichnamigen Ortes am Bach niedergelassen haben muss. In der Urkunde bekam Graf Friedrich III. von Leiningen das „Castrum Grebinstein“ (Burg Gräfenstein) mit den Dörfern „Merichisalbin“ (Merzalben), „Rothalbin“ (Rodalben) und „Eiswilre“ (Thaleischweiler) zugesprochen.

## Geographie

### Verlauf
Die Merzalbe entspringt auf 482 m Höhe inmitten des Pfälzerwalds im zentralen Gebirgsteil Frankenweide. Östlich der Quelle, die im Christelbrunnen (Naturdenkmal ND-7340-317) gefasst ist, verläuft auf der Verbindungslinie zwischen dem Weißenberg im Süden und dem Eschkopf im Norden, die beide mehr als 600 m messen, die Wasserscheide zwischen Mosel und Oberrhein.
Auf ihrem Weg, der mit einigen Windungen vorwiegend nach Südwesten führt, ist die Merzalbe an ihrem Oberlauf zu zwei kleinen Woogen aufgestaut, dem Kanapeeweiher (etwa 70 × 15 m, bei Laufkilometer 2) und dem Steinernen Woog (etwa 100 × 30 m, bei Laufkilometer 4,5). Im siedlungsfreien, gänzlich bewaldeten Quellgebiet hatten diese Wooge im 18. und 19. Jahrhundert nicht die Wasserversorgung von Mühlen sicherzustellen, sondern dienten als Klausen der Trift von Scheitholz.
Die Merzalbe fließt anschließend durch das Tal südlich unterhalb des Wohngebiets der Ortsgemeinde Leimen nach Merzalben. Links des Mittellaufs erstreckt sich der Winschertberg mit seinen drei Gipfeln, deren höchster 521 m misst und die Buntsandsteinformation Winschertfels trägt. Am östlichen Ortseingang von Merzalben mündet von rechts als stärkster Zufluss der 3,5 km lange Solchenbach.
Westlich des Riegelbrunner Ecks (links, 368 m) und des Ofenbergs (rechts, 393,2 m), wo von rechts das 3,2 km lange Krötenbächel einfließt, öffnet sich das vorher enge Tal zu einer 800 m langen und bis zu 300 m breiten Aue.
Dort mündet die Merzalbe beim Riegelbrunnerhof, einem zu Münchweiler gehörenden Weiler, nach gut 12 km Lauf auf 262 m Höhe von rechts in die Rodalb. Über diese sowie Schwarzbach, Blies, Saar und Mosel gelangt das Wasser der Merzalbe schließlich in den Rhein.

### Zuflüsse
- Wählbach (rechts), 0,8 km, 0,63 km²
- Josephsbach (rechts), 1,0 km, 2,49 km²
- Solchenbach (rechts), 3,1 km, 5,24 km²
- Wilhelmsbach (links), 1,9 km, 1,50 km²
- Krötenbächel (rechts), 3,2 km, 3,38 km²
- Hertelsbach (links)

## Sehenswürdigkeiten
- Die Burg Gräfenstein 150 m über dem Merzalbtal auf dem Schlossberg (436 m) überspannt eine Fläche von 80 × 60 m und gilt als eine der am besten erhaltenen und eindrucksvollsten Burgen, welche die Staufer in der Pfalz errichtet haben. Ihr siebeneckiger Bergfried ist wegen dieser Grundform einzigartig.
- Ungefähr parallel zum Merzalbtal verläuft durch Leimen und Merzalben die Deutsche Schuhstraße, die Teil der Deutsch-Französischen Touristikroute ist.
- Am Standort der untergegangenen Karlsmühle unterhalb von Leimen steht am rechten Ufer der Merzalbe der Ritterstein 231.
- Von den denkmalgeschützten Gebäuden in Merzalben verdienen zwei stattliche Krüppelwalmdachbauten, das alte Forsthaus über dem linken Ufer der Merzalbe sowie das alte Schulhaus in der Hauptstraße, besondere Erwähnung.

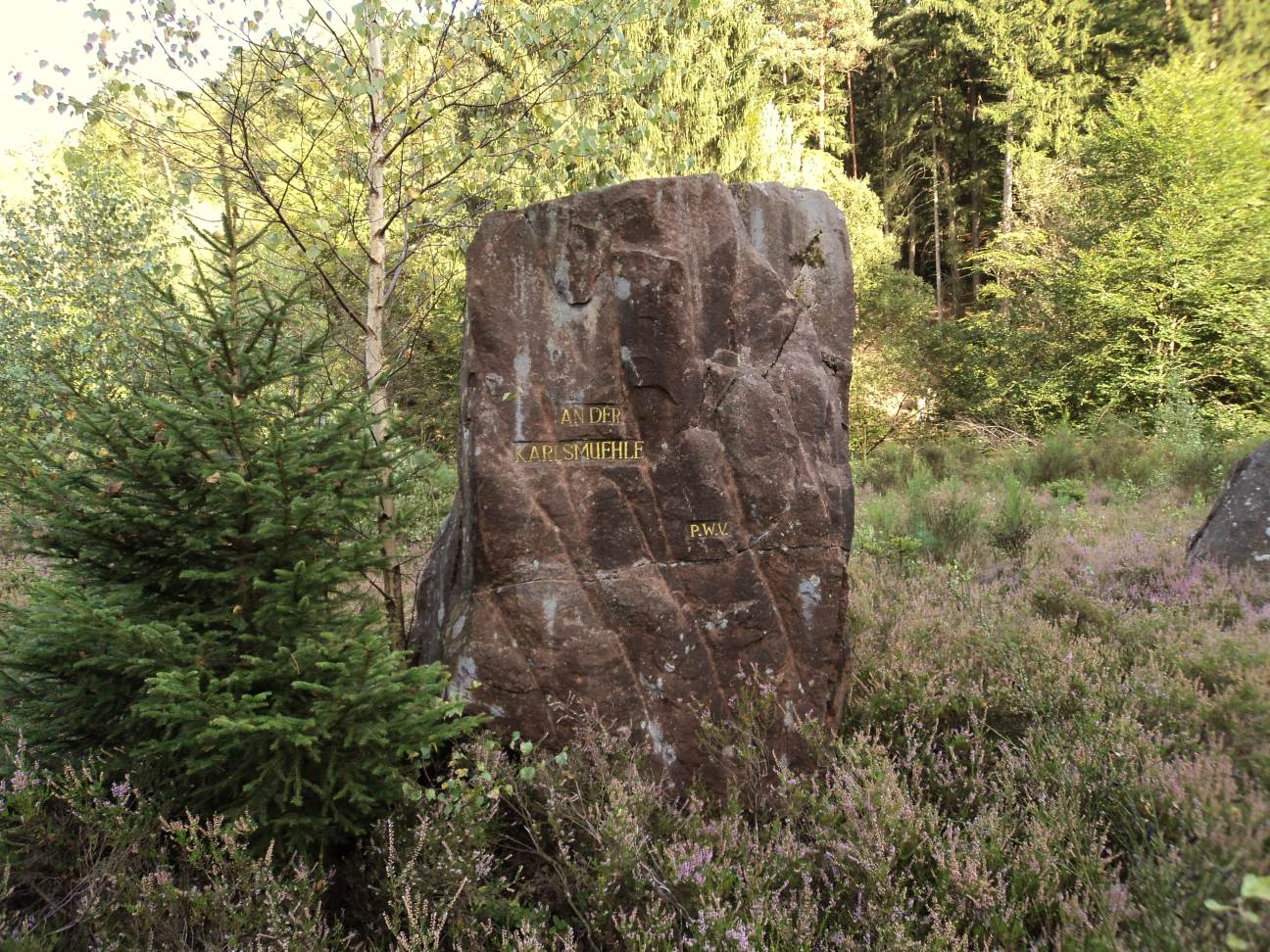
Ritterstein 231 An der Karlsmühle
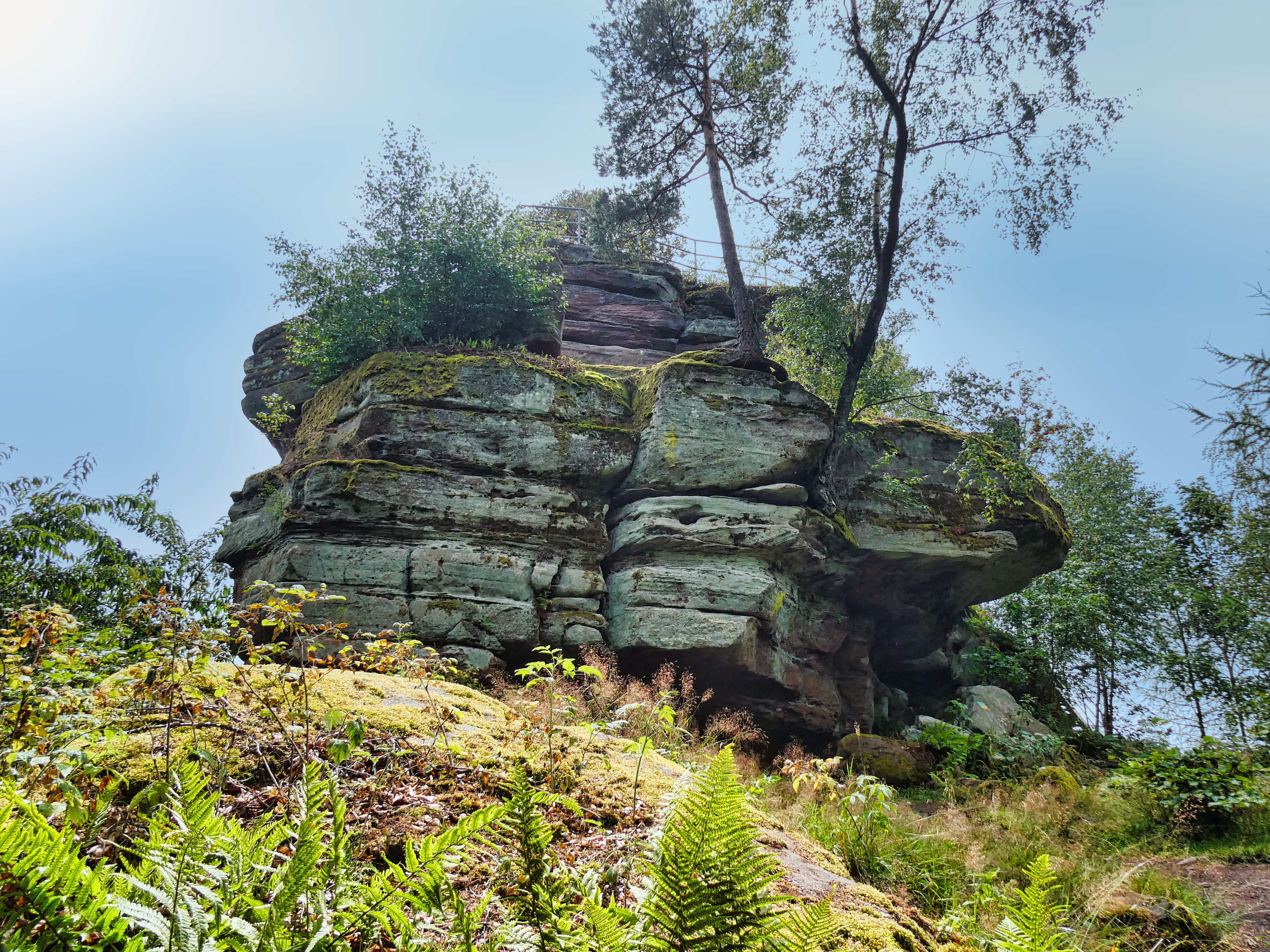
Winschertfels auf dem Vorderen Winschertkopf
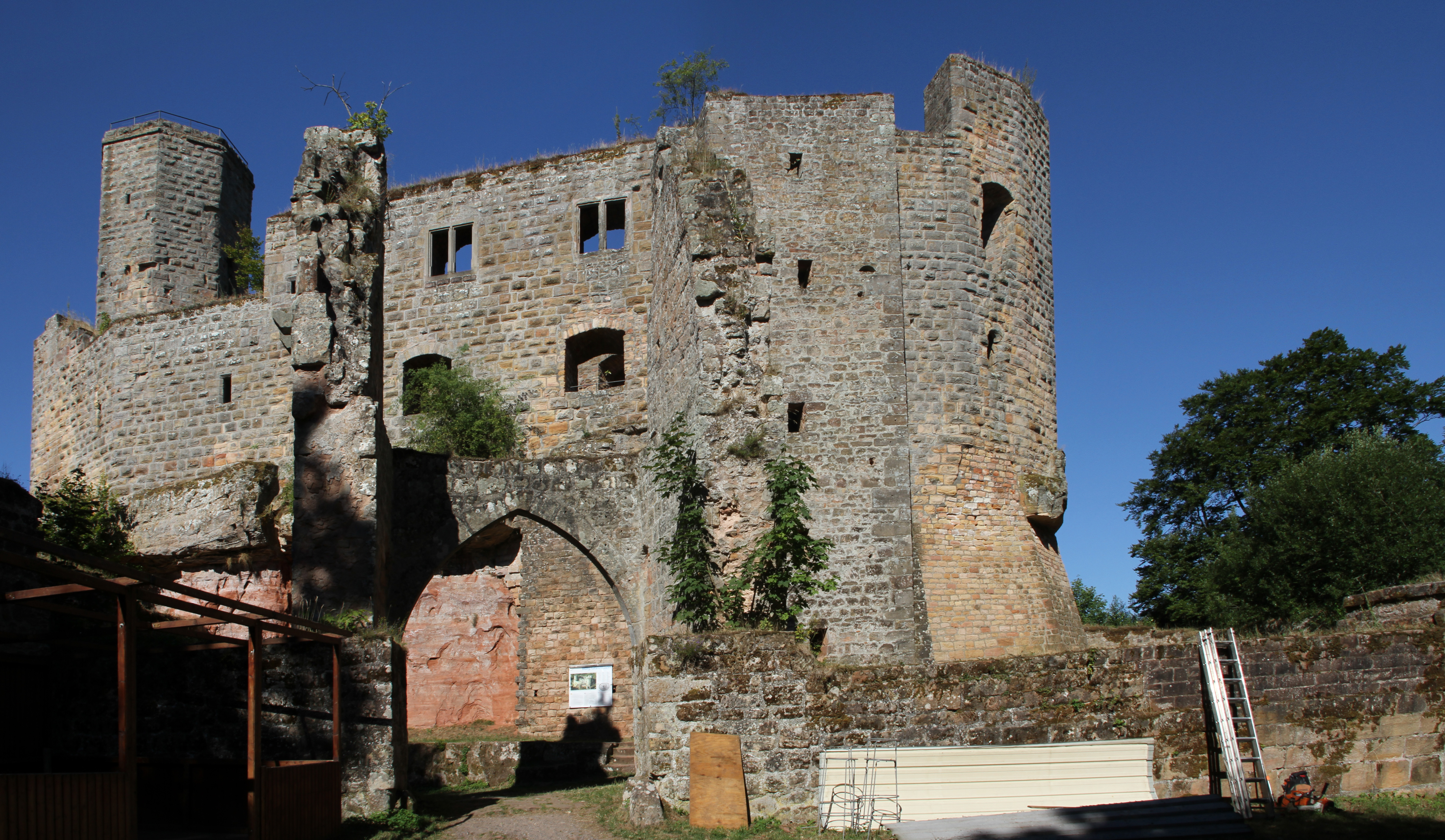
Burg Gräfenstein
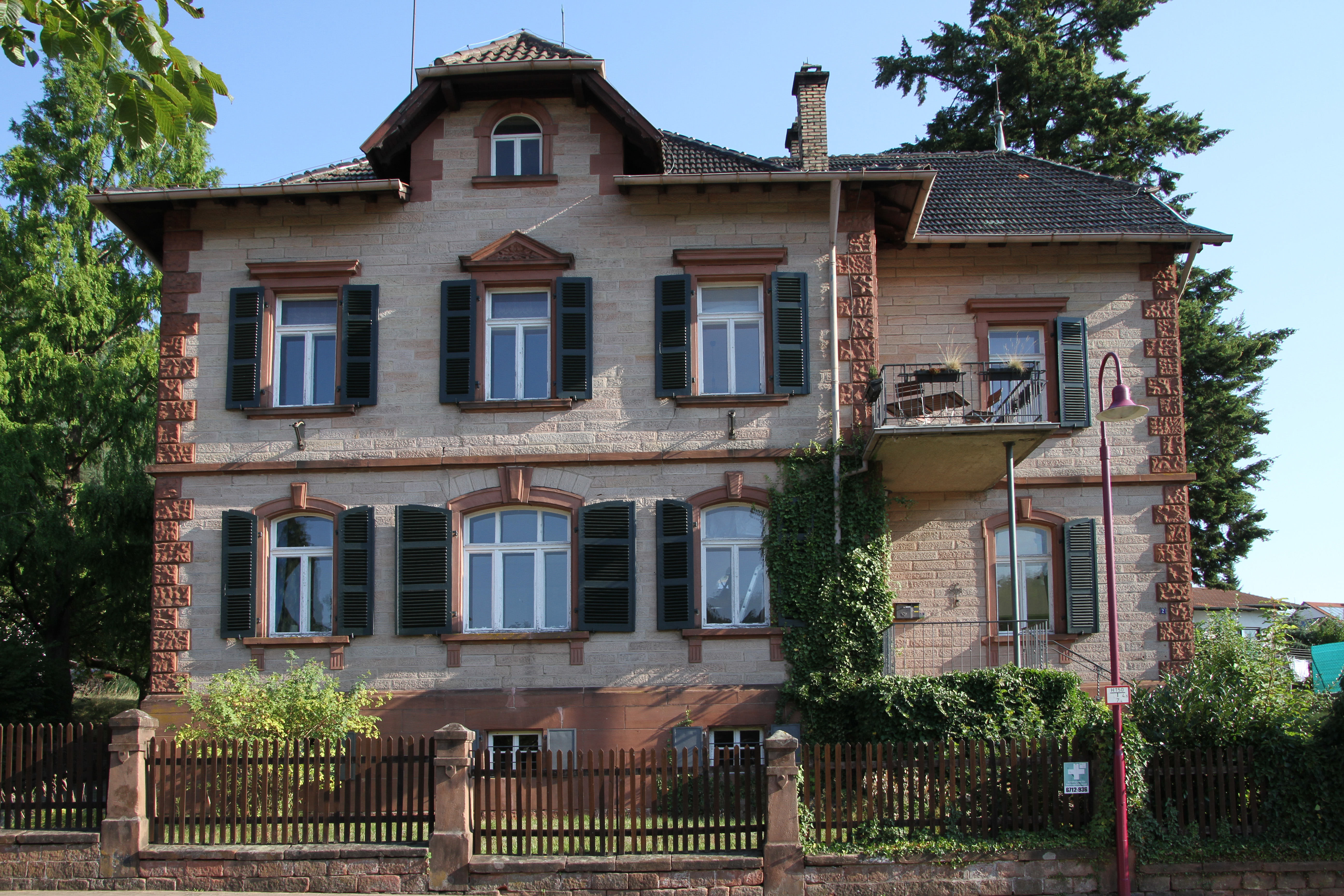
Altes Forsthaus Merzalben
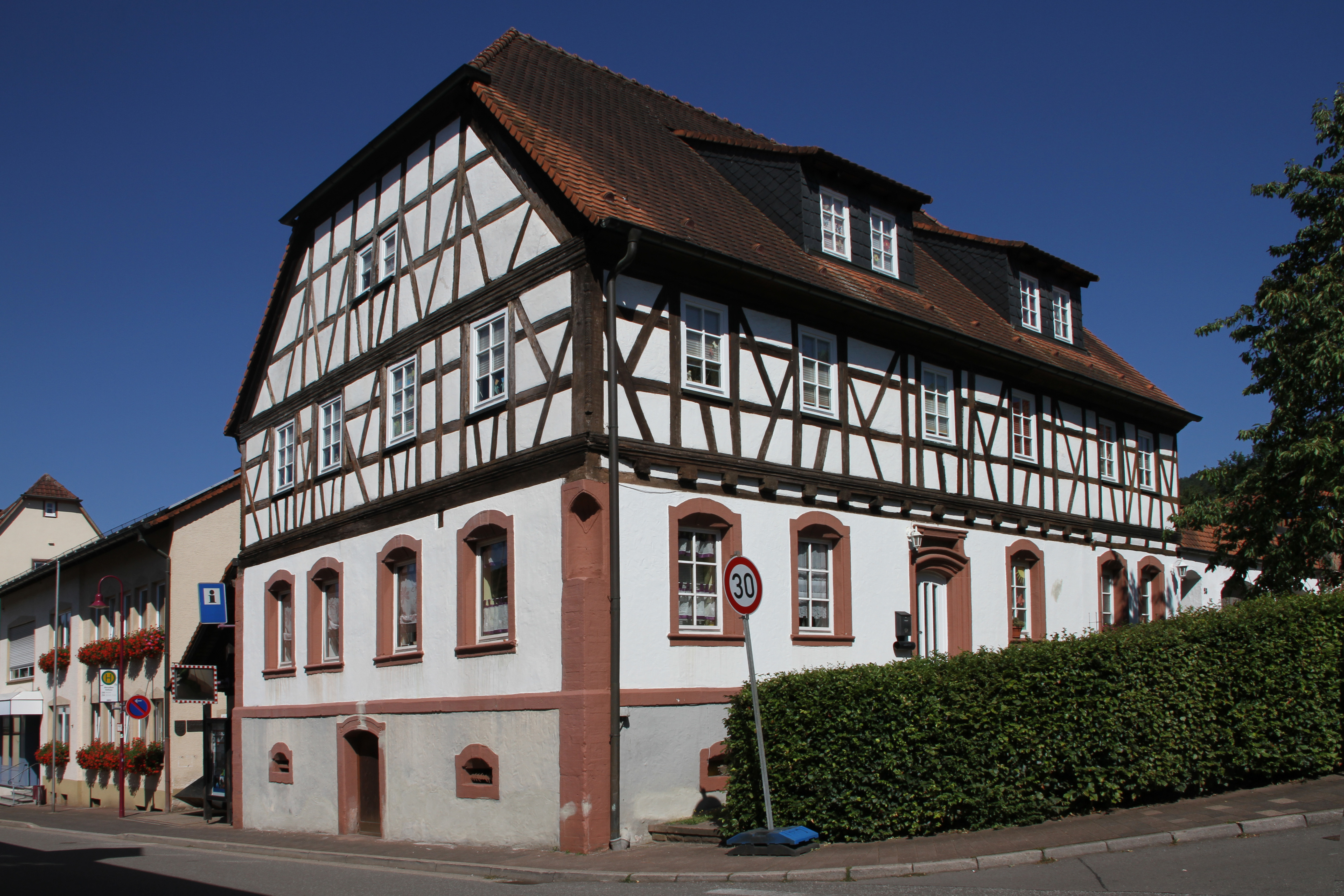
Altes Schulhaus Merzalben

## Verkehr
Im Quellgebiet ist die Merzalbe nur über Waldwege erreichbar. Südlich von Leimen trifft das Gewässer auf die von rechts kommende Landesstraße 496, die es anschließend durch Merzalben und bis zum Riegelbrunnerhof begleitet.